# Ressortraad
Een ressortraad in Suriname is een groep van gekozen volksvertegenwoordigers (een raad) in een ressort. De ressortraden behoren samen met de districtsraden tot het regionaal bestuur van Suriname. De bestuurlijke indeling is geregeld in hoofdstuk 21 van de Grondwet van Suriname. Artikel 161 lid 3 uit dit hoofdstuk bepaalt dat de ressortraad het hoogste politiek-bestuurlijke orgaan is van een ressort.
Een ressort is een bestuurlijke eenheid die behoort tot de laagste, meest gedecentraliseerde, bestuurslaag. Boven de ressortraad bevindt zich de districtsraad en op landelijk niveau De Nationale Assemblée. Bij elkaar kennen de 10 districten van Suriname 62 ressorten.
Een ressortraad heeft een beperkte uitvoerende bevoegdheid over een gebied van gemiddeld 8000 inwoners en 2600 km2 in omvang. Er zijn in totaal 764 ressortraadzetels verdeeld over 62 ressorten in 10 districten.

## Aantal
| Partij | RR zetels 2020 | %     |
| ------ | -------------- | ----- |
| VHP    | 401/764        | 52,49 |
| NDP    | 215/764        | 28,14 |
| ABOP   | 148/764        | 19,37 |
| PL     | 4/764          | 0,52  |
| NPS    | 2/764          | 0,26  |

| District   | Ressort            | Zetels | Verdeling 2020      |
| ---------- | ------------------ | ------ | ------------------- |
| Commewijne | Meerzorg           | 17     | VHP: 17             |
| Commewijne | Nieuw-Amsterdam    | 13     | VHP: 13             |
| Commewijne | Alkmaar            | 13     | VHP: 13             |
| Commewijne | Tamanredjo         | 13     | VHP: 13             |
| Commewijne | Bakkie             | 7      | VHP: 4 NDP: 3       |
| Commewijne | Johan & Margaretha | 7      | PL: 4 VHP: 2 NDP: 1 |
| Totaal:    | Totaal:            | 70     | VHP: 62NDP: 4PL: 4  |

| District | Ressort            | Zetels | Verdeling 2020 |
| -------- | ------------------ | ------ | -------------- |
| Nickerie | Groot Henar        | 11     | VHP: 11        |
| Nickerie | Nieuw-Nickerie     | 17     | VHP: 17        |
| Nickerie | Oostelijke Polders | 13     | VHP: 13        |
| Nickerie | Wageningen         | 11     | NDP: 11        |
| Nickerie | Westelijke Polders | 13     | VHP: 13        |
| Totaal:  | Totaal:            | 65     | VHP: 54NDP: 11 |

| District   | Ressort         | Zetels | Verdeling 2020  |
| ---------- | --------------- | ------ | --------------- |
| Sipaliwini | Tapanahony      | 15     | ABOP: 15        |
| Sipaliwini | Boven-Suriname  | 17     | ABOP: 17        |
| Sipaliwini | Boven-Saramacca | 7      | ABOP: 7         |
| Sipaliwini | Boven-Coppename | 7      | NDP: 6 ABOP: 1  |
| Sipaliwini | Kabalebo        | 11     | NDP: 11         |
| Sipaliwini | Coeroenie       | 9      | NDP: 9          |
| Totaal:    | Totaal:         | 66     | ABOP: 40NDP: 26 |

| District   | Ressort       | Zetels | Verdeling 2020  |
| ---------- | ------------- | ------ | --------------- |
| Brokopondo | Kwakoegron    | 7      | ABOP: 7         |
| Brokopondo | Centrum       | 11     | ABOP: 10 NDP: 1 |
| Brokopondo | Brownsweg     | 11     | NDP: 11         |
| Brokopondo | Klaaskreek    | 11     | NDP: 11         |
| Brokopondo | Sarakreek     | 11     | ABOP: 11        |
| Brokopondo | Maréchalkreek | 7      | NDP: 7          |
| Totaal:    | Totaal:       | 58     | NDP: 30ABOP: 28 |

| District | Ressort              | Zetels | Verdeling 2015 | Verdeling 2020 |
| -------- | -------------------- | ------ | -------------- | -------------- |
| Coronie  | Totness              | 9      | NDP: 9         | NDP: 9         |
| Coronie  | Johanna Maria        | 7      | PALU: 7        | NDP: 6 NPS: 1  |
| Coronie  | Welgelegen (Coronie) | 7      | NDP: 7         | NDP: 6 NPS: 1  |
| Totaal:  | Totaal:              | 23     | NDP: 16PALU: 7 | NDP: 21 NPS: 2 |

| District | Ressort    | Zetels | Verdeling 2020 |
| -------- | ---------- | ------ | -------------- |
| Para     | Oost-Para  | 15     | NDP: 15        |
| Para     | Noord      | 13     | NDP: 13        |
| Para     | Zuid       | 13     | NDP: 13        |
| Para     | Bigi Poika | 7      | NDP: 7         |
| Para     | Carolina   | 7      | NDP: 5 ABOP: 2 |
| Totaal:  | Totaal:    | 55     | NDP: 53ABOP: 2 |

| District   | Ressort      | Zetels | Verdeling 2020          |
| ---------- | ------------ | ------ | ----------------------- |
| Paramaribo | Blauwgrond   | 17     | VHP: 17                 |
| Paramaribo | Munder       | 17     | VHP: 17                 |
| Paramaribo | Centrum      | 17     | NDP: 17                 |
| Paramaribo | Beekhuizen   | 17     | NDP: 17                 |
| Paramaribo | Rainville    | 17     | VHP: 17                 |
| Paramaribo | Latour       | 17     | ABOP: 14 NDP: 3         |
| Paramaribo | Livorno      | 13     | VHP: 13                 |
| Paramaribo | Pontbuiten   | 17     | ABOP: 17                |
| Paramaribo | Tammenga     | 17     | VHP: 17                 |
| Paramaribo | Flora        | 17     | NDP: 17                 |
| Paramaribo | Weg naar Zee | 17     | VHP: 17                 |
| Paramaribo | Welgelegen   | 17     | VHP: 17                 |
| Totaal:    | Totaal:      | 200    | VHP: 115NDP: 54ABOP: 31 |

| District  | Ressort     | Zetels | Verdeling 2020  |
| --------- | ----------- | ------ | --------------- |
| Marowijne | Albina      | 13     | ABOP: 11 NDP: 2 |
| Marowijne | Galibi      | 7      | NDP: 7          |
| Marowijne | Moengotapoe | 7      | ABOP: 7         |
| Marowijne | Wanhatti    | 7      | ABOP: 7         |
| Marowijne | Moengo      | 15     | ABOP: 15        |
| Marowijne | Patamacca   | 7      | ABOP: 7         |
| Totaal:   | Totaal:     | 56     | ABOP: 47NDP: 9  |

| District  | Ressort       | Zetels | Verdeling 2020 |
| --------- | ------------- | ------ | -------------- |
| Saramacca | Jarikaba      | 13     | VHP: 13        |
| Saramacca | Tijgerkreek   | 11     | VHP: 11        |
| Saramacca | Groningen     | 11     | VHP: 9 NDP: 2  |
| Saramacca | Kampong Baroe | 11     | VHP: 11        |
| Saramacca | Calcutta      | 9      | NDP: 5 VHP: 4  |
| Saramacca | Wayamboweg    | 9      | VHP: 9         |
| Totaal:   | Totaal:       | 64     | VHP: 57 NDP: 7 |

| District | Ressort         | Zetels | Verdeling 2020 |
| -------- | --------------- | ------ | -------------- |
| Wanica   | Houttuin        | 17     | VHP: 17        |
| Wanica   | De Nieuwe Grond | 17     | VHP: 17        |
| Wanica   | Lelydorp        | 17     | VHP: 17        |
| Wanica   | Kwatta          | 17     | VHP: 17        |
| Wanica   | Domburg         | 13     | VHP: 13        |
| Wanica   | Saramaccapolder | 15     | VHP: 15        |
| Wanica   | Koewarasan      | 17     | VHP: 17        |
| Totaal:  | Totaal:         | 113    | VHP: 113       |

## Verkiezingen
De ressortraden worden in principe vijfjaarlijks gekozen. De verkiezingen vinden tegelijk plaats met de landelijke verkiezingen voor de Assemblée. Voor de verkiezingen van de ressortraden wordt het personenmeerderheidsstelsel gebruikt, een kiessysteem waarbij de kiezer bij het uitbrengen van zijn stem net zoveel vakjes rood mag kleuren als er zetels te verdelen zijn.
De verkiezingen voor de ressortraden zijn indirect ook de verkiezingen voor de districtsraden. De samenstelling van een districtsraad wordt bepaald door de uitslagen van de verkiezingen van de ressortraden in het betreffende district.
Het lidmaatschap van de ressortraad is onverenigbaar met het lidmaatschap van de districtsraad of De Nationale Assemblée.
De ressortraad vergadert minstens eenmaal per maand. De raadsleden ontvangen een maandelijkse vergoeding voor hun werkzaamheden. Bij de verkiezingen in 2015 werden er 764 ressortraadsleden gekozen en 118 districtsraadsleden.

## Bevoegdheden
De rol van de ressortraden en de verhouding met de districtsraad zijn vastgelegd in de Wet Regionale Organen. De ressortraad is belast met het toezicht op het dagelijkse bestuur van het ressort, zoals dat door het districtsbestuur wordt uitgeoefend.
In artikel 167 van de Grondwet staat dat de districts- en ressortraden "de wil en de aspiratie van de bewoners tot uitdrukking brengen". De ressortraden geven daarvan kennis aan hun districtsraad. Dat komt vooral tot uitdrukking bij de opstelling van het ressortplan. In dat plan worden de mogelijkheden voor sociaal-economische ontwikkeling van een ressort aangegeven.
Een ressortplan moet jaarlijks worden opgesteld en worden ingediend bij de districtsraad. Bij het opstellen van het districtsplan wordt zoveel mogelijk rekening gehouden met de ingediende ressortplannen. Vertegenwoordigers van de ressortraden hebben een raadgevende stem bij het opstellen van het districtsplan.
Ieder jaar moet door de ressortraad een begroting van inkomsten en uitgaven worden opgesteld, ingericht volgens richtlijnen van de districtsraad. De ressortraad maakt ieder jaar een verslag waarin de belangrijkste activiteiten worden gemeld. De ressortraden hebben verder nog een controle- en signaalfunctie naar de landelijke regering in Paramaribo.

## Praktijkvoorbeelden
In de media worden regelmatig berichten gepubliceerd over het werk van de ressortraden. Ze geven een beeld van de rol die de ressortraden in de praktijk vervullen.
- Bespreking ressortplan met wijkbewoners Latour[11]
- Burgerparticipatie bij klein onderhoud van de openbare ruimte Groningen[12]
- Verbetering infrastructuur Munder[13]
- Formele hoorzittingen[14]
- Distributie steunpakketten voor behoeftigen Welgelegen, Weg naar Zee, Munder[15]
- Stimulering burgerparticipatie Kwatta, Saramaccapolder en Koewarasan[16]
- Overhandiging ressortplan Zuid-Para aan districtsraad[17]
- Voorlichting over taken en bevoegdheden van ressortraad en districtsraad Saramaccapolder[18]
- Overleg met inwoners Bigi Pan[19]